# Ferrari Dino 248 SP

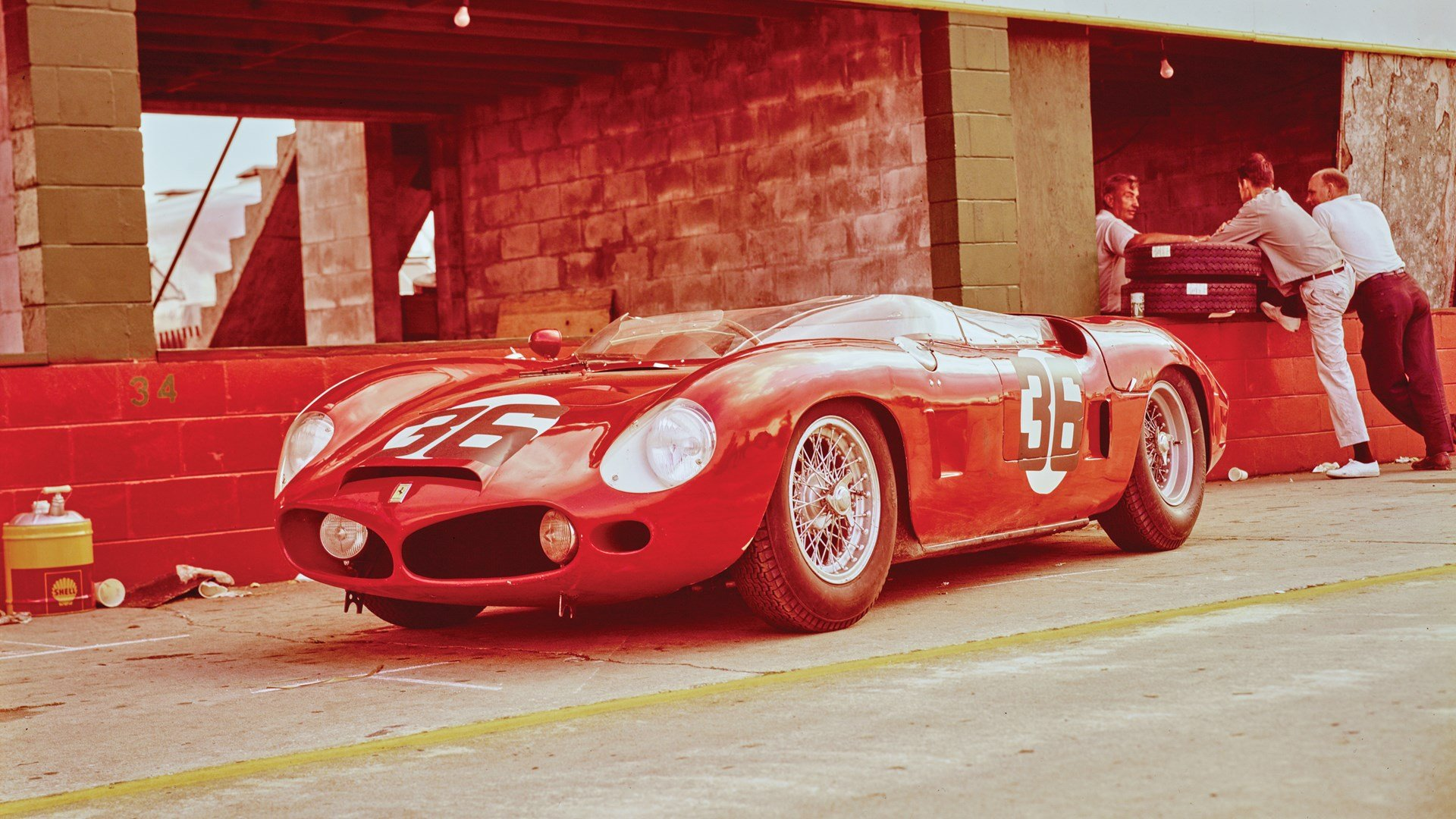
Der Ferrari 248 SP, Chasis-Nr. s/n 0806 in Sebring (USA) beim 12-Stunden-Rennen von Sebring. Er wurde von John Fulp und Peter Ryan auf den 13. Gesamtrang gefahren

Der Ferrari Dino 248 SP (oft auch nur Ferrari 248 SP) war ein Sportwagen-Prototyp, der von der Scuderia Ferrari gebaut und 1962 eingesetzt wurde. Er war die dritte Variante der neuen SP-Serie. Zwei Fahrzeuge wurden gebaut.
Der 248 SP wurde am 24. Februar 1962 auf einer von Ferrari einberufenen Pressekonferenz neben den Modellen 196 SP, dem 268 SP, dem 250 GTO und der aktuellen Version des Formel-1-Monopostos Ferrari 156 erstmals vorgestellt.

## Name und Typenbezeichnung
Die Bezeichnung „Dino“ geht auf Enzo Ferraris 1956 früh verstorbenen Sohn Alfredo zurück und ist eine Kurzversion des Kosenamens Alfredino. Der von Alfredo Ferrari entworfene V6-Motor wurde in den späten 1950er-Jahren in Rennwagen der Formel 1 und der Formel 2 und ab den späten 1960er-Jahren in Seriensportwagen eingesetzt. Die Typenbezeichnung „248“ folgt der damaligen Nomenklatur von Ferrari: die ersten beiden Zahlen beziehen sich auf den gerundeten Gesamthubraum, die letzte Ziffer gibt die Zylinderzahl an. Der Zusatz „SP“ steht für die Rennklasse „Sport-Prototype“, wahlweise auch „Super Production“. Werksintern wurden die Fahrzeuge „PROVA“ genannt.

## Hintergründe und Geschichte der SP-Serie

### Ausgangssituation
Der große Erfolg der Mittelmotorrennwagen des Cooper-Teams in der Formel 1 löste eine der größten und schnellsten Revolutionen im Motorsport aus. Innerhalb kürzester Zeit waren Fahrzeuge mit Frontmotor nicht mehr konkurrenzfähig. Enzo Ferrari hatte sich dieser Entwicklung zunächst widersetzt (Zitat: „Die Pferde ziehen den Wagen, sie schieben ihn nicht …“), übernahm aber dann doch diese Auslegung und baute mit dem Ferrari 246 SP einen völlig neuen Rennwagen mit dem Motor zwischen Fahrer und Hinterachse. Ferrari, der eigentlich V12-Motoren mit großem Hubraum bevorzugte, entschied sich bei diesem Projekt für  den kompakteren V6, weil er weniger Platz beansprucht und für den Einbau hinter dem Fahrer besser geeignet ist.

### Verschiedene Typen
Die so genannte SP-Serie bestand aus den Typen 196 SP, 246 SP, 248 SP und 268 SP. Äußerlich sahen die Fahrzeuge (in der ersten Version) gleich aus und waren nur durch die auf die Windschutzscheibe aufgemalte Typenbezeichnung zu unterscheiden.
Durch Verhandlungen mit der FIA konnte ab 1962 eine niedrigere Windschutzscheibe durchgesetzt werden. Das ermöglichte auch eine niedrigere Heckpartie der SPs. Der zusätzliche Lufteinlass auf der Fronthaube war „legalisiert“ und mit einem Luftleitblech versehen worden. Lediglich die Sonderbestimmungen für Le Mans sahen weiterhin einen hohen Windschutz vor, weshalb der dort antretende 268 SP mit einer hohen Scheibe und einem richtigen Scheibenwischer erschien. Dadurch war der Einbau eines Glaseinsatzes in den Plexiglas-Windschutz notwendig geworden. Um das gestörte aerodynamische Gleichgewicht wieder herzustellen, war ein Luftleit-Überrollbügel entwickelt worden.
All diese in den frühen 1960er Jahren hergestellten „Sport-Prototypen“ hatten einen Mittelmotor, was für Ferrari-Sportwagen neu war. Zu den wichtigsten Erfolgen zählen die Hill Climb-Europameisterschaft 1962, zwei Gesamtsiege bei der Targa Florio in den Jahren 1961 und 1962 sowie der Klassensieg „GT-Wagen Division III“ bei der Sportwagen-Weltmeisterschaft 1962.
Zunächst verwendete die SP-Serie von Vittorio Jano entworfene V6-Dino-Motoren in den Formen SOHC (mit einer Nockenwelle) und einem Winkel von 60° zwischen den Zylinderbänken und Motoren mit zwei Nockenwellen (DOHC) und 65°. Später stellte Ferrari einen neuen SOHC-90°-V8-Motor vor, den Carlo Chiti entworfen hatte.
Nur sechs Fahrgestelle mit verschiedenen Motorkonstruktionen wurden hergestellt. Oft wurden sie modifiziert und in eine andere Spezifikation umgewandelt. Das zugrunde liegende Stahlrohrchassis mit der Bezeichnung Tipo 561 war mit einer unabhängigen Einzelradaufhängung und Scheibenbremsen ausgestattet. Alle hatten den gleichen Radstand und den gleichen offenen Karosseriestil (Barchetta oder auch Spider genannt).
Die Erfahrungen, die in der SP-Serie mit dem Einsatz des Mittelmotors gemacht wurden, flossen ab 1963 in die von V12-Motoren angetriebenen Ferrari der „P-Serie“ (zum Beispiel 250 P, 330 P oder 330 P4) ein. 1965 stellte Ferrari seinen ersten Dino-Prototyp mit Mittelmotor vor, den 166 P, den ein V6-Motor antrieb. Der Chiti-V8-Motor (der im 248 SP und 268 SP) eingesetzt war, wurde nicht mehr weiterentwickelt.

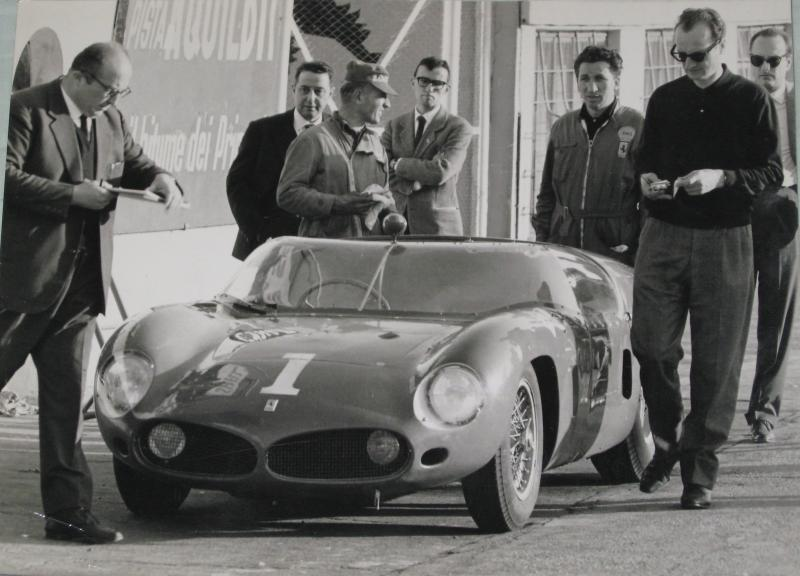
Hier ein 246 SP der „ersten Generation“ (ca. März 1961), mit hoher Windschutzscheibe und nur den beiden „Nüstern“.
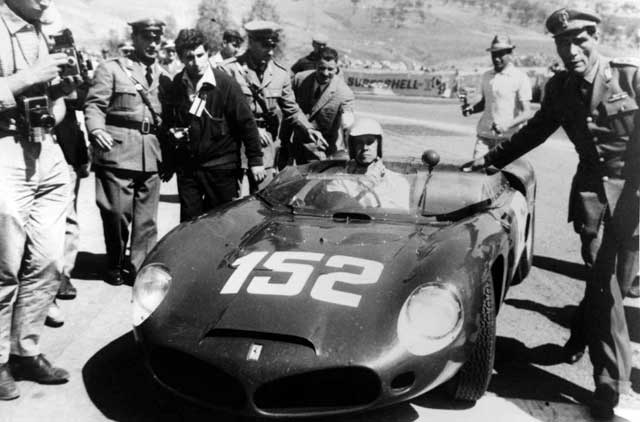
Zum Vergleich ein 246 SP von 1962: niedriger Windschutz und zusätzlichem Lufteinlass auf der Fronthaube.
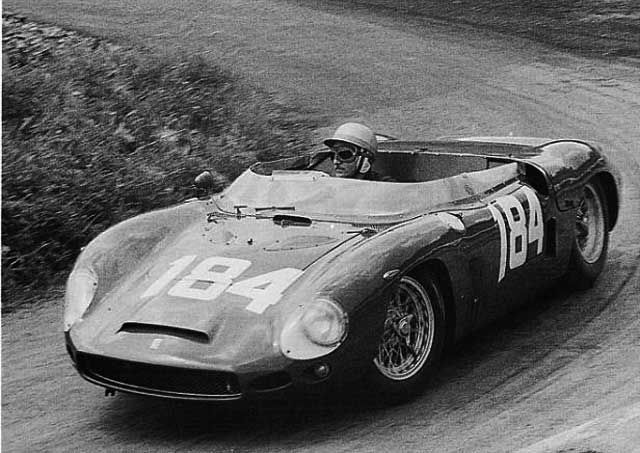
196 SP mit dem deutlich sichtbaren einzelnen Lufteinlass an der Front, der für die Fahrzeuge der SP-Serie nach 1963 charakteristisch ist.

### Zusammenfassung
Mit Ausnahme der Berlinetta 250 GT mit Frontmotor, die jetzt alleine für die sportliche Laufbahn der „Testa Rossa“ Zwölfzylinder-Serie verantwortlich war, hatte sich Ferrari mit der SP-Serie sehr deutlich entschlossen, in die Mittelmotor-Ära einzutreten. Da die Firma – wie übrigens zwei Jahre zuvor bei den Scheibenbremsen – nicht unbedingt zu den „technischen Vorreitern“ zählte, war dieser Schritt durchaus bemerkenswert.

## Rennhistorie
Der erste 248 SP, der Wagen mit der Chassis-Nr. s/n 0798 (der auch bei der Pressekonferenz im Februar vorgestellt wurde), wurde noch vor dem April 1962 (ohne einen einzigen Renneinsatz) mit einem längeren Hub dem 2,6-Liter-Reglement angepasst und zu einem 268 SP umgebaut.
Der zweite Ferrari 248 SP (s/n 0806) wurde ebenfalls 1962 aufgebaut und gelangte auch zum Einsatz: Er wurde vom US-amerikanischen N.A.R.T. Team bei den 12 Stunden von Sebring im selben Jahr eingesetzt und erzielte mit Bob Fulp und Peter Ryan einem dreizehnten Gesamtrang sowie einem dritten Platz in seiner Klasse. Nach nur einem Rennen wurde das Auto im Mai 1962 ebenfalls in einen 268 SP umgebaut.

## Technik
Der 248 SP wurde von Carlo Chiti entworfen und war mit einem 2,4-Liter-V8-Motor mit obenliegender Nockenwelle ausgestattet. Dieser intern Tipo 199 genannte Motor war der erste vollständig von Ferrari entwickelte 90° V8, da das bisherige, im Ferrari D50 eingesetzte, Triebwerk noch auf Lancia basierte. Er war als Ersatz für den bisherigen Dino V6 vorgesehen, wurde aber nur in zwei Modellen verwendet und hatte keine Nachfolger.
Der Motor verwendete vier Weber 40-IF2C-„Speciali“-Doppel-Vergaser, die für eine Saugrohreinspritzung direkt an den Zylinderköpfen montiert waren. Die Kammern dieser ungewöhnlichen Vergaserkonstruktion waren um 45° geneigt, was eine geringere Gesamthöhe des Motors erlaubte. Nach ausgiebigen Tests wurde angenommen, dass diese Bauweise den Gemischfluss beeinträchtigt, und sie wurden beim 268 SP durch konventionellere Weber 40DC-Vergaser ersetzt.
| Kenngrößen                | Ferrari Dino 248 SP                                                                                             |
| ------------------------- | --- |
| Motor                     | 90°-V8-Ottomotor (Mittelmotor) längs eingebaut, Zylinderköpfe und Motorblock aus Aluminium                      |
| Hubraum                   | 2459 cm³ |
| Bohrung × Hub             | 77 × 66 mm |
| Verdichtungsverhältnis    | 9,8 : 1 |
| Leistung bei 1/min        | 250 PS (184 kW) bei 7400/min                                                                                    |
| Spezifische Leistung      | 102 PS/l (75,9 kW·dm−3)                                                                                         |
| Ventilsteuerung           | Eine obenliegende Nockenwelle pro Zylinderreihe, zwei Ventile pro Zylinder                                      |
| Gemischaufbereitung       | Vier Weber-Vergaser 40 IF2C                                                                                     |
| Zündung                   | Eine Zündkerze pro Zylinder, zwei Zündspulen                                                                    |
| Kühlung                   | Wasser |
| Getriebe                  | 5-Gang-Getriebe mit Rückwärtsgang (Hinterradantrieb)                                                            |
| Bremsen                   | Scheiben an allen Rädern                                                                                        |
| Radaufhängung vorn        | Einzelradaufhängung an zwei verschieden langen Querlenkern, Schraubenfedern, Teleskopdämpfern, Querstabilisator |
| Radaufhängung hinten      | Einzelradaufhängung an zwei verschieden langen Querlenkern, Schraubenfedern und Teleskopdämpfern                |
| Karosserie und Rahmen     | Aluminiumkarosserie, Stahlrohrrahmen                                                                            |
| Radstand                  | 2320 mm |
| Spurweite vorn / hinten   | – mm / – mm |
| Reifengröße Vorne         | 5.25 × 15 |
| Reifengröße Hinten        | 6.50 × 15 |
| Maße L × B × H (mm)       | 4060 mm × 1480 mm × 970 mm                                                                                      |
| Leergewicht (ohne Fahrer) | 640 kg |
| Tankinhalt                | k. A. |
| Höchstgeschwindigkeit     | 290 km/h |
| Leistungsgewicht          | k. A. |